# Elizabeth Polwheele

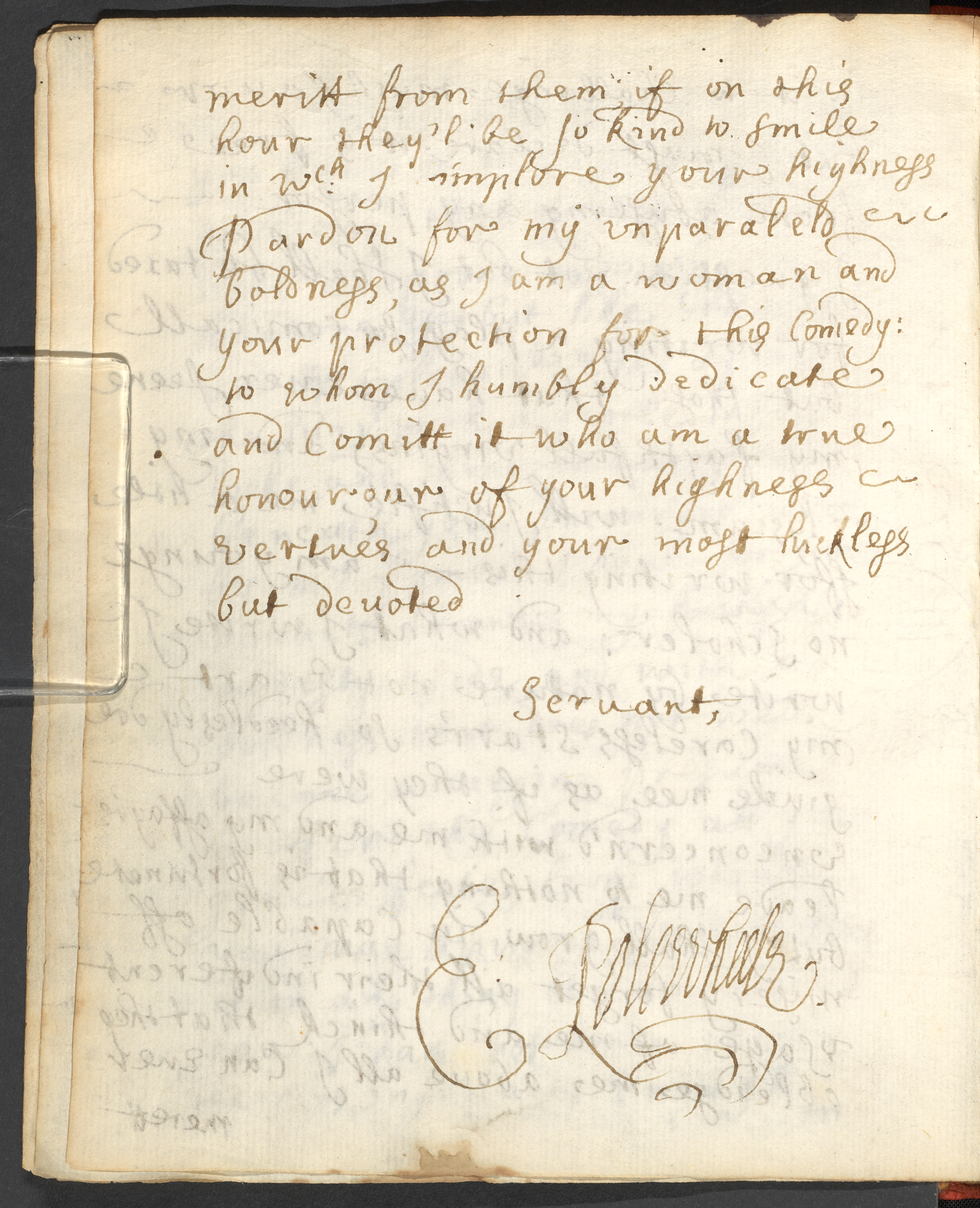
La dedica autografa di con la firma di Elizabeth Polwheele

(Elizabeth Polwheele, The Frolicks)
Elizabeth Polwheele o Polewhele (1651 – 1691) è stata una drammaturga inglese. Insieme ad Aphra Behn e Frances Boothby fu una delle prime donne inglesi ad avere successo come drammaturga in Inghilterra.

## Biografia
Vi è traccia di un'Elizabeth Polwheele nata nel 1651, morta nel 1691, figlia del pastore nonconformista Theophilus Polwhele, moglie del pastore protestante Stephen Lobb e madre dei suoi cinque figli. Tuttavia non è chiaro se questa Elizabeth Polwheele sia la drammaturga o no.
Polwheele scrisse tre opere teatrali originali: Elysium (un masque di carattere religioso andato perduto), The Faythfull Virgins (una tragedia in rima) e The Frolicks (una commedia). The Faythfull Virgins, sopravvissuta solo in forma manoscritta, fu rappresentata al Lincoln's Inn Fields intorno al 1670, mentre l'anno successivo The Frolicks fu portato al debutto al Dorset Garden Theatre dalla compagnia Duke's Company.

## Opere
- Elysium
- The Faythfull Virgins (ca. 1670)
- The Frolicks; or, The Lawyer Cheated (1671)